# Daewoo BC
Daewoo BC — городской автобус, выпускаемый южнокорейской компанией Daewoo с 2005 года. Автобус модернизировался в 2008 и 2012 годах.

## История
Автобус Daewoo BC впервые был представлен в сентябре 2005 года. В отличие от автобуса Daewoo BS, модель Daewoo BC имеет полностью низкий пол.
Модель оснащалась дизельными двигателями внутреннего сгорания DL08K и GL11K. Каждый из них сочетается с механической или автоматической трансмиссией.
В декабре 2012 года автобус был модернизирован. С 2014 года вместо двигателей DL08K и GL11K устанавливается двигатель Cummins ISL 8.9. С 2018 года производится также газомоторный автобус.